# صبغي 22

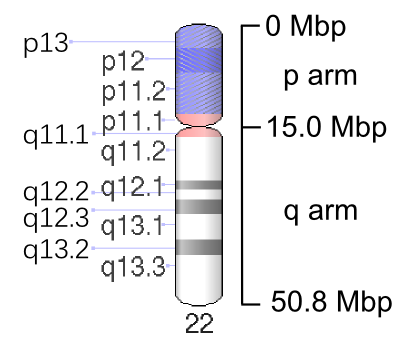

الصبغي البشري الثاني والعشرون(بالإنجليزية: Chromosome 22)‏ هو أحد 23 زوجاً صبغياً بشرياً، والشخص الطبيعي يملك زوجاً من هذا الصبغي، ويحوي 49 مليون زوجاً من أسس الدنا بما يشكل حوالي 2% من دنا الحلية.
والعمل جار للتعرف على المورثات التي يحويها وتقدر أنها 693 مورثة.